# مجموعة تي أم إكس

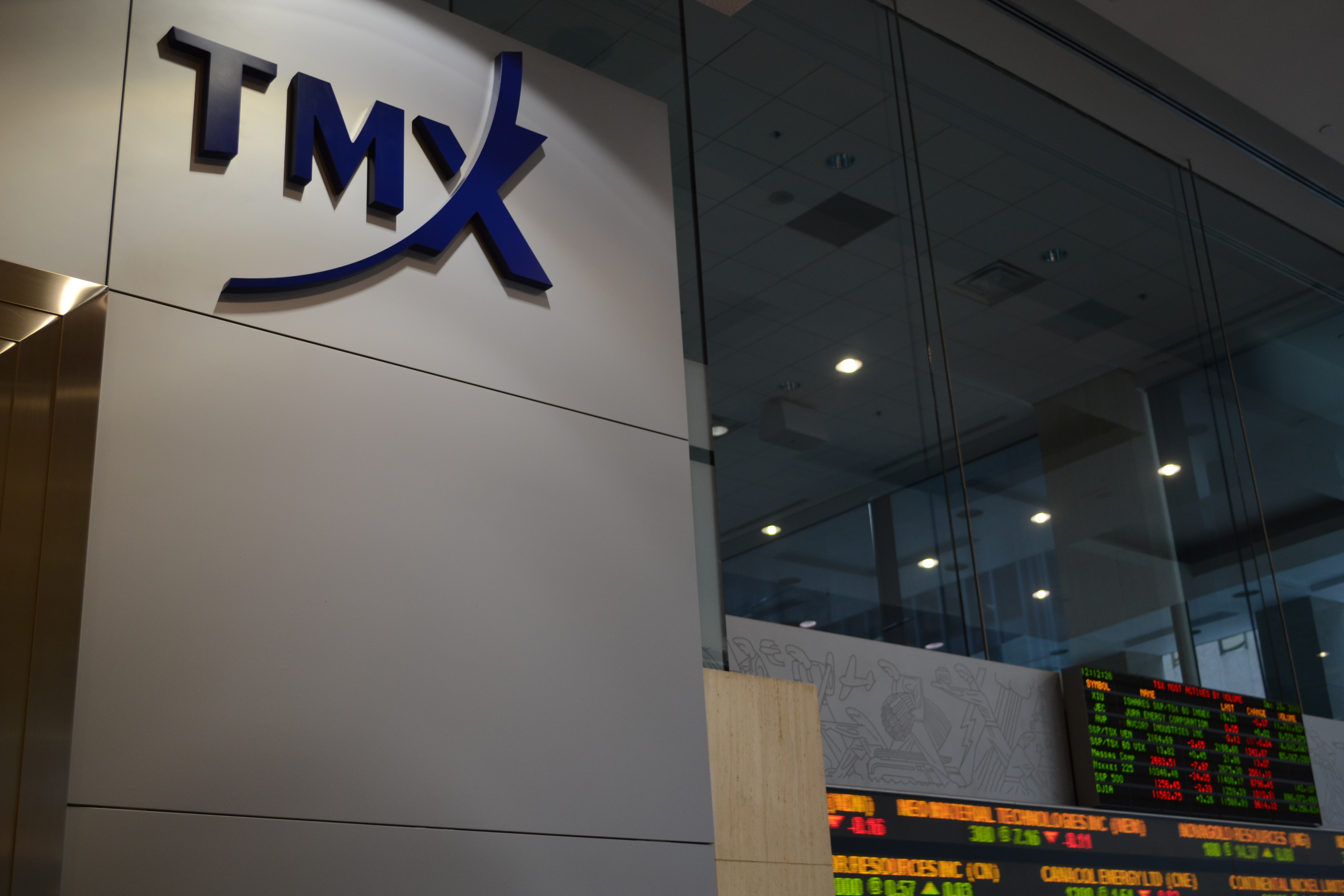
مكاتب الشركة في تورونتو ، أونتاريو ، كندا.

مجموعة تي أم إكس (بالإنجليزية: TMX Group Limited)‏ هي شركة خدمات مالية كندية تعمل في مجال الأسهم والدخل الثابت والمشتقات المالية، وأسواق الطاقة و التبادل. تقدم الشركة خدمات تشمل القوائم، والتداول، والمقاصة، وتسوية وتسهيلات الإيداع، وخدمات المعلومات، فضلا عن خدمات التكنولوجيا للمجتمع المالي الدولي. يقع المقر الرئيسي لمجموعة تي أم إكس في تورنتو بكندا وتدير مكاتب في مونتريال وكالغاري وفانكوفر، كما يوجد لديها حضور في الولايات المتحدة (نيويورك وهيوستن وبوسطن وشيكاغو)، وكذلك في لندن وبكين وسنغافورة وسيدني.

## روابط خارجية
- الموقع الرسمي